# Ridolfo Ghirlandaio
Ridolfo Ghirlandaio (nebo Ghirlandajo, 14. února 1483 Florencie – 6. června 1561 Florencie) byl italský renesanční malíř činný zejména ve Florencii. Byl synem malíře Domenica Ghirlandaia a po smrti otce, když Ridolfovi bylo 11 let, ho malířsky vychovávali strýc Davide Ghirlandaio a později Fra Bartolomeo. Ve své době byl Ridolfo Ghirlandaio vyhledávaným tvůrcem oltářních obrazů, fresek a portrétů.